# Psykedelisk rock
Psykedelia (også kaldet syrerock) er en musikstil som tager udgangspunkt i psykedeliske oplevelser, det vil sige de indre verdener som opnås gennem brug af psykedeliske stoffer. Stilen kendetegnes i stor grad af indflydelse fra indisk, arabisk og anden asiatisk musikkultur. Instrumenter, lydbilleder og rytmer fra Østen blev brugt meget i sangene.

## Historie
Psykedelisk musik udviklede sig først i hippiemiljøerne i San Francisco hvor grupper som Jefferson Airplane, Grateful Dead og Quicksilver Messenger Service med udgangspunkt i blues og folkeviser eksperimenterede med lydbilleder og strukturer under indflydelse af psykedeliske stoffer.
I England udviklede genren sig da folkemusikere som Incredible String Band bevægede sig fra de enkle poparrangementer mod noget mere komplekst, melodiøst og opfindsomt. Kendte pop- og rockbands som Beatles og Rolling Stones brugte elementer af psykedelia i deres musik. Stilen findes mere rendyrket i den tidlige ende af Pink Floyd, Hawkwind og andre bands som senere bevægede sig ind i space rock-genren.

### Syrerock
Syrerock har fået sit navn fra LSD, som også kaldes syre, i slut-60’erne var mange rockmusikere indimellem påvirket af LSD. Rockmusikken fik en kraftig dominans af elektriske guitarimprovisationer med høj lydstyrke og ofte med lange soli. Eksponenter for syrerocken var ikke mindst trioerne Jimi Hendrix Experience og Cream. I Danmark havde man blandt andet Young Flowers.

## Eksempler på psykedeliske rock-bands
- Ache
- Alrune Rod
- Bifrost
- The Byrds
- Big Brother & The Holding Company
- Black Mountain
- Cream
- The Doors
- Dragontears
- The Grateful Dead
- Hawkwind
- Hyldemor
- Jethro Tull
- Jefferson Airplane
- The Jimi Hendrix Experience
- Mountain
- MGMT
- Pink Floyd
- Procol Harum
- Queens of the Stone Age
- Quicksilver Messenger Service
- Røde Mor
- Savage Rose
- Siena Root
- Steppenwolf
- Steppeulvene
- Spids Nøgenhat
- Young Flowers
- 13th Floor Elevators
- Apollo 440